# Памир-1
ГЭС «Памир-1» (Памирская ГЭС № 1) — гидроэлектростанция в Горно-Бадахшанской автономной области, Таджикистан, на реке Гунт. Крупнейшая электростанция Горного Бадахшана. Собственник станции — ОАО «Памирская Энергетическая Компания».
ГЭС «Памир-1» представляет собой деривационную гидроэлектростанцию. Установленная мощность ГЭС — 28 МВт. Сооружения станции включают в себя головное водозаборное сооружение на р. Гунт, бассейн суточного регулирования, деривационный тоннель длиной 3300 м и диаметром 3 м, уравнительная шахта, два подводящих тоннеля длиной по 300 м с развилками на гидроагрегаты, здание ГЭС, отводящий канал. В здании ГЭС расположены четыре вертикальных гидроагрегата мощностью по 7 МВт с радиально-осевыми турбинами, работающими при расчётном напоре 79,6 м.
Строительство ГЭС было начато в 1984 году, но в связи с распадом СССР и ухудшением экономической ситуации сильно затянулось. Первые два гидроагрегата были введены в эксплуатацию в 1994 году, на полную мощность была выведена в 2005 году. 5 февраля 2007 года на ГЭС «Памир-1» произошла авария — в результате гидравлического удара была сорвана крышка гидротурбины гидроагрегата № 2, что привело к затоплению машинного зала станции. Восстановление ГЭС было полностью завершено в 2011 году.